# Bjerg-Te
 Ikke at forveksle med Bjergte.
Bjerg-te, bjergte (Sideritis scardica), makedonsk планински чај, serbisk šarplaninski čaj, græsk Τσάι του βουνού, τσάι του Ολύμπου, er en enårig, urteagtig plante. Stænglen er opstigende til opret og næsten helt uden forgreninger og med spredt til tæt behåring. Blade og stængler er lysegrønne og behårede, mens blomsterne er gule. 
Planten indeholder flavonoider, antioksidanter, garvesyre, jern, kobber, kobolt, zink, kalium, magnesium, natrium og æteriske olier.

## Hjemsted
Den vokser naturligt højt oppe i bjergene, på Balkanhalvøen. Arten foretrækker lysåbne voksesteder med tør og varm, sandjord, med klipper eller klippefremspring. Den blomstrer fra juni til august afhængigt af højden over havet. Den forefindes mest højt oppe i bjergene, over 1500 meter over havoverfladen. Den kan også dyrkes sandjord eller sås frit i græsningsområder i bjergene. Der er flere lignende arter af slægten sideritis, f. eks. bjergkortkrone, men det er uvist, om det drejer sig om separate arter eller om underarter af en og samme art.. Eftersom urten vokser i isolerede bjergområder, forekommer de enkelte underarter som endemiske. På Balkanhalvøen adskiller bjergteen fra Galičica (bjerg) sig i såvel smag som udseende fra bjergteen fra Šar Planina og Bistra (bjerg). Den forefindes så langt sydpå som til øerne i Ægæerhavet, især på Kreta. 
Grundet sin kommercielle succes inden for som alternativt lægemiddel er plantens udbredelse mindsket i dens naturlige habitat, og i stigende grad kultiveres den under kunstige forhold.

## Benævnelse
Den videnskabelige, latinske betegnelse stammer fra 1. slægtsbetegnelsen, græsk Σιδηρίτις, sideritis af σίδηρος sideros, dansk jern, og 2. artsbetegnelsen scardica, af det antikke navn for bjerget Šar Planina, mellem Nordmakedonien og Kosovo, Mont Skardis, græsk Όρος Σκάρδος, Horos Skardos. På balkanhalvøen går den under forskellige navne foruden bjergte, serbokroatisk Šarplaninski čaj - te fra Šar planina, bulgarsk pirinski čaj - te fra Pirin, ovčarski čaj - hyrdete, græsk tsai tou olympou - olympisk te, albansk Çaji i malit - bjergte, skutina e Shen Merise (arberesjisk [syditaliensk] albansk). 

## Anvendelse
Flere steder i det sydøstlige Europa høster og tørrer man blomster og blade i juli. Den er højt skattet som urtete, hvor den i folkemedicinen bruges som universalmiddel mod forkølelse, influenza og til en generel styrkelse af immunforsvaret. Videnskabelige undersøgelser har vist, at planten er rig på antioxidanter og kan bruges i alternativ behandling mod knogleskørhed (osteoporose) . 
Planten og dens helbredende egenskaber har været kendt siden antikken . Inden for moderne alternativ behandling har den i de senere år yndet større popularitet for sine kræfthæmmende (anticancerogene) virkninger.
Dosering: I en kasserolle med 1 liter vand lægges 1-2 stængler (afhængigt af blomsternes tæthed) af planten, som bringes i kog og derefter holdes ved 80-95°C i ca. 5-10 minutter. Typisk sødes den med honning.

## Note
1. ↑  http://www.jstor.org/pss/1222936
2. ↑  Skabelon:Anført tidsskrift
3. ↑  "arkiveret". Arkiveret fra originalen 2012-06-30. Hentet 2010-09-13.